# Estação de Genebra-Aeroporto
A Estação de Genebra-Aeroporto, assim chamada para a distinguir da Estação de Genebra-Cornavin, serve o Aeroporto Internacional de Genebra. Aberta em 1987, é o prolongamento da linha de caminho de ferro cujo terminal era a Estação de Genebra. Estação subterrânea, o acesso é feito pela zona comercial do Aeroporto . 

## Situação
Situada na comuna suíça do Grand-Saconnex fica ao lado da auto-estrada A1 que vindo da fronteira com a frança, Autoroute Blanche, parte em direcção de Lausana e termina na fronteira com a Áustria depois de Saint-Gall . 

## História
A Estação do Aeroporto além de ser o ponto de partida e chegada para os utilizadores do aeroporto, que desta maneira não têm como antigamente de se descolarem daqui à cidade (ou vice-versa).
Uma passarela sobre a A1 dá acesso ao Centro de Exposições de Genebra, o Palexpo, que esteve instalado até 1980 na Plaine de Plainpalais .